# Оштролисни пасуљ
Оштролисни пасуљ или тепари пасуљ (Phaseolus acutifolius), једногодишња је зељаста биљка из рода Phaseolus, која припада породици бобова (Fabaceae). Аутохтона је врста југозападних делова Сједињених Држава и Мексика, а на том подручју се узгајала још у претколумбовско доба. 
Врста је јако отпорна на суше и са успехом се узгаја на подручјима са мање од 400 мм падавина на годишњем нивоу. Данас се комерцијално узгаја у полупустињским подручјима, почев од Аризоне, преко Мексика, на југ све до Костарике. Узгаја се због свог јестивог семена.

## Опис таксона
Тепари пасуљ је једногодишња зељаста биљка у форми пузавице која може да нарасте и до 4 метра у дужину. Листови су примарно сложени, непарно перасти и троделни. На лисној дршци се углавном налазе по три засебне лиске срцастог компактног облика, зашиљене при врху. 
Цветови су моносиметрични, ситни и јављају се у гроњама са 2 до 6 појединачних цветова. Обично су беле боје, а круница је и неколико пута дужа од чашице. Врсте које се гаје у пустињи Сонори цветају након летњих киша, обично почетком августа, док плодови дозревају у сушном периоду, углавном током октобра. 
Плод је махуна у којој се налази по неколико семена које може бити различитих боја, дужине између 7 и 10 милиметара. Семе је пљоснато, округласто и лако ломљиво. Плодови дозревају у периоду између 60 и 120 дана од клијања биљке. Размножава се искључиво путем семена које лако клија.
Тепари пасуљ је једна од најотпорнијих легуминоза на сушне услове, али ипак захтева довољно влаге у фази клијања. Јако је отпоран на болести, изузев у условима високе влажности. 
У прошлости је представљао једну од главних намирница америчког аутохтоног становништва, и обично се узгајао у повремено плавним речним коритима (криковима) заједно са кукурузом и бундевом. Ове три биљке заједно се називају и „трима сестрама” јер садрже готово све најважније нутритијенте неопходне у исхрани. 
Данас се тапари пасуљ узгаја у разним варијететима широм света, а најважнија подручја узгоја су у северном Мексику.

## Фармакологија
На основу истраживања спроведених у институтима у Сједињеним Државама и Мексику утврђено је да лектини који се налазе у тепарију имају позитивне реакције током хемотерапија у третманима разних врста канцера.